# Santos: 100 Anos de Futebol Arte
Santos: 100 Anos de Futebol Arte é um filme brasileiro do gênero documentário dirigido pela cineasta Lina Chamie. Lançado em 2012, o filme conta a história do Santos Futebol Clube através de depoimentos de jogadores, jornalistas e artistas adeptos do clube. 
O filme fez parte das comemorações do centenário do Santos, sendo lançado de maneira limitada em 6 de abril de 2012 em cinemas selecionados.

## Sinopse
Contando a história do Santos Futebol Clube, o documentário aborda grandes momentos da história do time litorâneo desde a sua fundação em 14 de abril de 1912, mesmo dia do naufrágio do Titanic, até a conquista da Libertadores de 2011.
Dentre as histórias contadas estão o primeiro título paulista do clube em 1935, os feitos do grande esquadrão da década de 60 (a qual o Santos conquistou praticamente todos os títulos que disputou: 8 títulos paulistas, 6 títulos nacionais, 2 continentais e 2 mundiais), a saída de Pelé em 1974, os títulos paulistas de 1978 (da primeira geração dos chamados "Meninos da Vila") e 1984, a época das vacas magras (sobretudo o melancólico vice do Brasileiro de 1995) até os títulos do Brasileiro de 2002 (onde o Santos quebrou um jejum de 18 anos sem títulos importantes) e de 2004, bem como os paulistas de 2006 e 2007 e a inédita Copa do Brasil de 2010.
O filme conta com depoimentos de diversas personalidades santistas como Mano Brown, Marcelo Tas, José Miguel Wisnik, Barbara Gancia, Cao Hamburger, Nuno Ramos, João Doria, Luiz Zanin, etc, além de entrevistas com diversos ídolos do clube como Pelé, Robinho, Pepe, Giovanni, Neymar, Carlos Alberto Torres, Leo, Elano, etc. O longa também conta com participações de membros da Torcida Jovem do Santos, a maior torcida organizada do clube.